# مايكل فرانك غودتشايلد
مايكل فرانك غودتشايلد  (بالإنجليزية: Michael Frank Goodchild)‏،(ولد في 24 فبراير 1944)، هو جغرافي أمريكي-بريطاني الجنسية. وهو أستاذ الجغرافيا في جامعة كاليفورنيا، سانتا باربرا.
و بعد تسعة عشر عاما في جامعة ويسترن أونتاريو،عمل خلالها لمدة 3 سنوات بمنصب رئيس، انتقل إلى سانتا باربرا في العام 1988. وكجزء من إنشاء المركز الوطني للمعلومات الجغرافية والتحليل، والذي قام بإدارته لأكثر من 20 عاما، أسس في العام 2008 مركز UCSB للدراسات المكانية.

## التعليم
- دكتوراه، الجغرافيا، جامعة ماكماستر، هاملتون، اونتاريو، 1969
- بكالوريوس، الفيزياء، جامعة كامبريدج، كامبردج، إنجلترا، 1965

## المعارف
وقد شمل عمله الأكثر تأثيرا البحوث حول علم المعلومات الجغرافية (GIS أو مايعرف أيضا باسم رسم الخرائط باستخدام الكمبيوتر). وينسب له على ينطاق واسع ابتداع «تطويع المعلومات الجغرافية» ويعتبر الخبير الأبرز في العالم فيما يتعلق في هذا الموضوع.

## الكهوف وإقليم الكارست
كطالب دكتوراه في جامعة ماكماستر ، اكتشف غودتشايلد كهف كاستل جارد (20 كيلومترا، وهو أطول كهف في كندا). و قام تلميذه آلان غلينون باكتشاف المدخل بالإضافة إلى اكتشافات أخرى كبيرة تتعلق في نظام كهف مارتن ريدج، كنتاكي (51.8 كيلومترا طويلة).
الدكتور ديريك سي. فورد، مستشار أطروحة غودتشايلد هو عالم تضاريس وعالم كارست كندي متمكن.

## مراتب الشرف
- عضو أجنبي في الجمعية الملكية، 2010- [5]؛
- باحث العام، اتحاد جامعة علوم المعلومات الجغرافية 2010، [6]؛
- جائزة فوتران لود، وسانت يموت دي فوج، فرنسا، 2007؛
- عضو الأكاديمية الأمريكية للفنون والعلوم، 2006؛
- دكتوراه فخرية في القانون، جامعة رايرسون، 2004؛
- دكتوراه فخرية في العلوم، جامعة ماكماستر، 2004؛
- أستاذ جامعة ووهان، 2003-.
- محاضر في كلية البحوث، جامعة كاليفورنيا، سانتا باربرا، 2003؛
- وسام المؤسس، الجمعية الجغرافية الملكية، 2003؛
- مدرس العام، اتحاد جامعة علوم المعلومات الجغرافية، 2002؛
- زميل أجنبي، الجمعية الملكية في كندا، 2002-؛
- عضو الأكاديمية الوطنية للعلوم، 2002-؛
- مساعد وطني للأكاديمية وطنية، 2001-؛
- جائزة الإنجاز مدى الحياة، معهد بحوث النظم البيئية ESRI]]، 2001]]؛
- دكتوراه فخرية في العلوم، جامعة كيل، 2001؛
- جائزة التميز لالمساهمات العلمية الإستثنائية في رسم الخرائط، جمعية رسم الخرائط الكندية، 1999؛
- دكتوراه فخرية في العلوم، جامعة لافال، 1999

## وصلات خارجية
- Mike Goodchild's homepage